# Nigrita białobrzucha
Nigrita białobrzucha (Nigrita fusconotus) – gatunek małego ptaka z rodziny astryldowatych (Estrildidae). Występuje w zachodniej i środkowej Afryce. Nie jest zagrożony wyginięciem.

## Morfologia

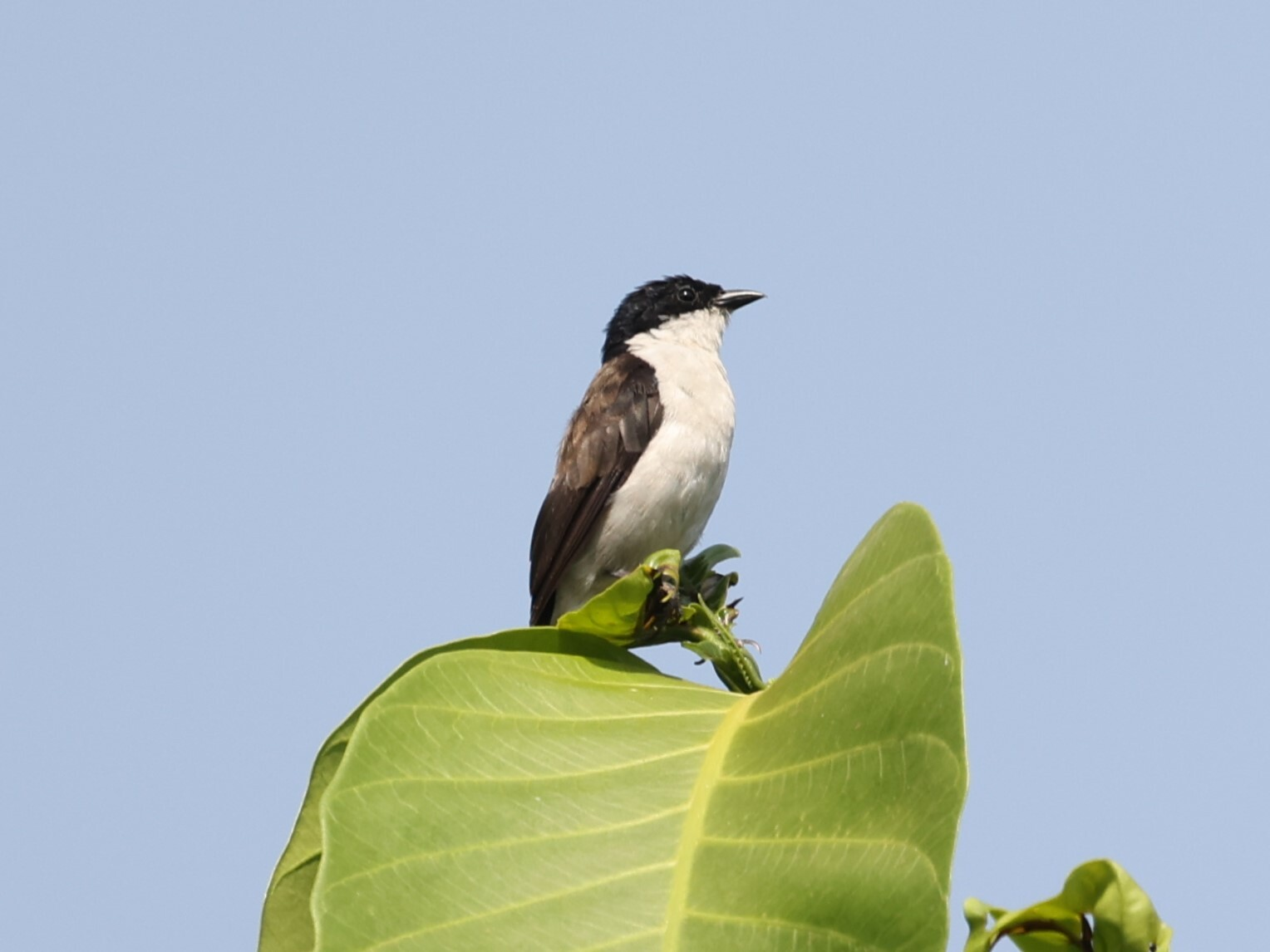
Nigrita białobrzucha sfotografowana w Ugandzie

Długość ciała 10–11,5 cm; masa ciała 7–11 g (podgatunek nominatywny). Obie płcie są do siebie podobne.

## Występowanie
Nigrita białobrzucha jest spotykana w następujących afrykańskich krajach: Angola, Benin, Kamerun, Republika Środkowoafrykańska, Republika Konga, Demokratyczna Republika Konga, Wybrzeże Kości Słoniowej, Gabon, Ghana, Gwinea, Gwinea Równikowa, Kenia, Liberia, Mali, Nigeria, Rwanda, Sierra Leone, Tanzania i Uganda. Zasięg występowania szacowany jest na około 5 720 000 km².
Żyje w lasach pierwotnych i wtórnych, głównie nizinnych, ale też górskich (do 1400 m n.p.m., w Ugandzie do 1800 m n.p.m.), na plantacjach palm i kakaowca, na obrzeżach lasów i polanach.

## Systematyka
Wyróżniono dwa podgatunki N. fusconotus:
- N. fusconotus uropygialis Sharpe, 1869 – Gwinea do południowo-zachodniej Nigerii;
- N. fusconotus fusconotus Fraser, 1843 – południowo-wschodnia Nigeria i Kamerun do Ugandy, zachodniej Kenii i Angoli oraz Bioko.

## Pożywienie
Żywi się głównie owadami i owocami, czasem zjada też nasiona i spija nektar.

## Status zagrożenia
Międzynarodowa Unia Ochrony Przyrody (IUCN) uznaje nigritę białobrzuchą za gatunek najmniejszej troski (LC, least concern) nieprzerwanie od 1988 roku. Całkowita liczebność populacji nie została oszacowana, ale ptak opisywany jest jako dość pospolity do lokalnie pospolitego. Ze względu na brak dowodów na spadki liczebności bądź istotne zagrożenia dla gatunku BirdLife International ocenia trend liczebności populacji jako prawdopodobnie stabilny.